# پریش بور فری (لوئیزیانا)
شهرستان بور فری، لوئیزیانا (به انگلیسی: Burr Ferry, Louisiana) یک سکونتگاه مسکونی در ایالات متحده آمریکا است که در لوئیزیانا واقع شده‌است.

## خصوصیات
شهرستان بور فری ۳٬۴۷۴ کیلومترمربع مساحت دارد.